# Graça
Graça ist ein Stadtteil und eine ehemalige portugiesische Gemeinde (Freguesia) im 1. Bairro der Hauptstadt Lissabon, auf einem Hügel etwas nordöstlich des Castelo de São Jorge gelegen.
In Folge der Neustrukturierung der portugiesischen Kommunalverwaltung gehört das Gebiet seit den Kommunalwahlen 2013 vollständig zur neugeschaffenen Gemeinde São Vicente.
Bis zur Gemeindereform war Graça umgeben von den Nachbargemeinden Anjos, Penha de França, Santa Engrácia, São Vicente de Fora und Santiago. In der 0,35 km² großen Gemeinde wohnten zuletzt 5409 Einwohner (Stand 30. Juni 2011).

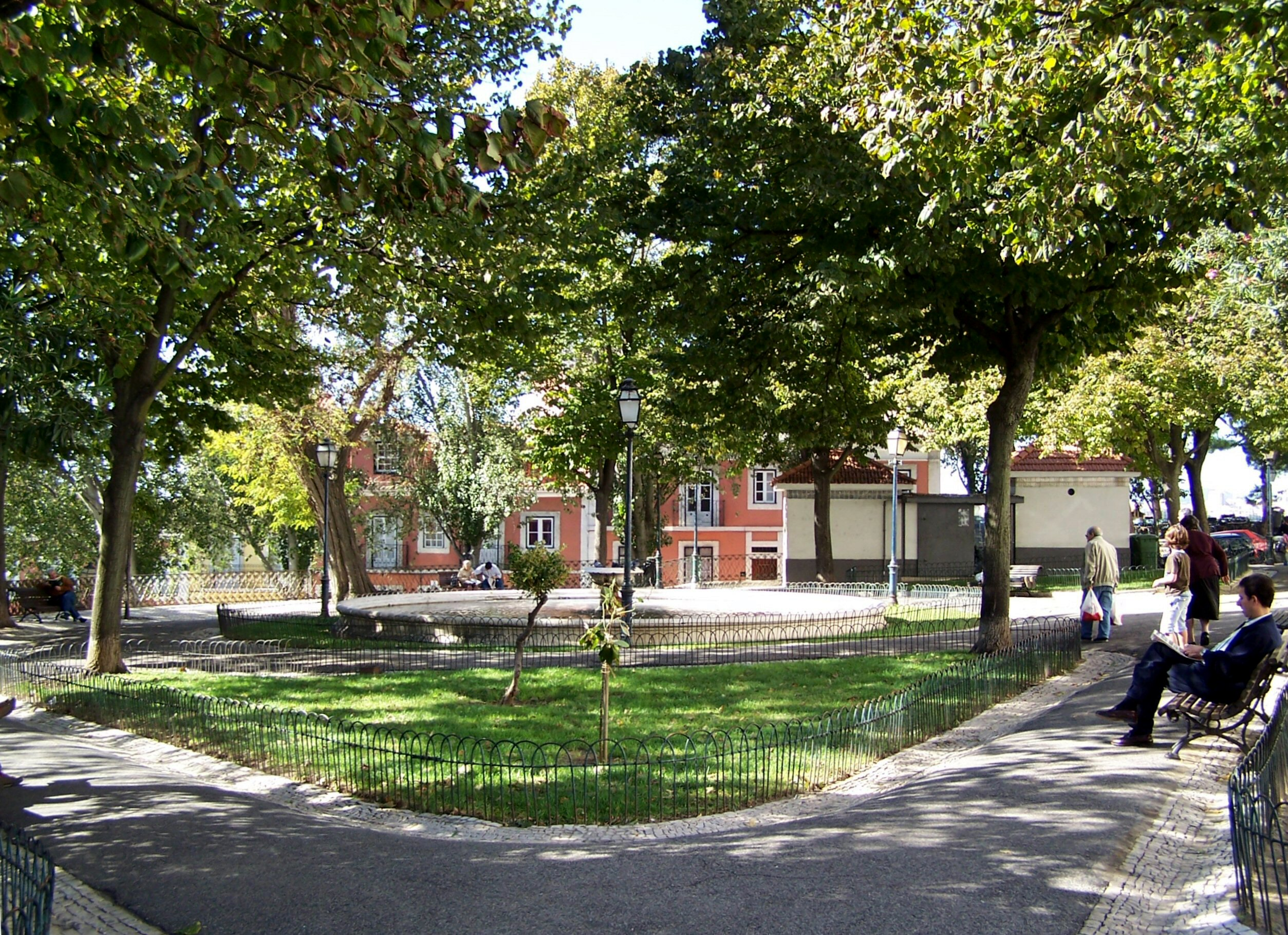
Klostergarten im Largo von Graça
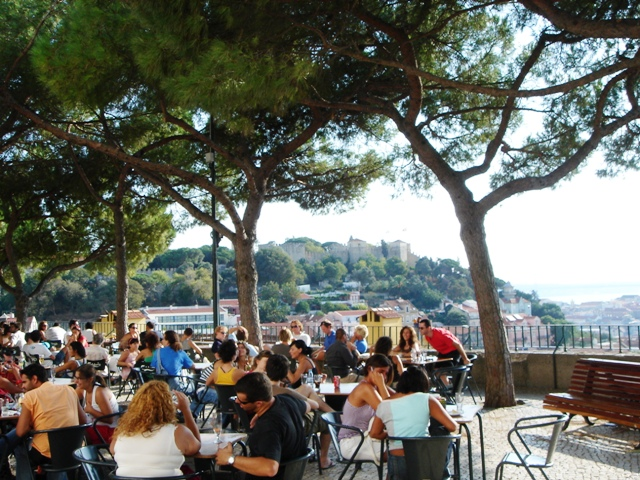
Miradouro Sophia de Mello Breyner Andresen